# Ákos Elek
Ákos Elek (* 21. července 1988, Ózd, Maďarsko) je maďarský fotbalový záložník a reprezentant, který v současnosti hraje za klub Diósgyőri VTK (k červnu 2016).
Hraje na postu defenzivního středopolaře.

## Klubová kariéra
- Kazincbarcikai SC (mládež)
- Kazincbarcikai SC 2004–2008
- FC Fehervár 2008–2012
- →  Eskişehirspor (hostování) 2012
- Diósgyőri VTK 2012–2015
- Čchang-čchun Ja-tchaj 2015
- Diósgyőri VTK 2016–

## Reprezentační kariéra
Elek nastoupil v maďarské mládežnické reprezentaci U21.
V A-mužstvu Maďarska debutoval 5. 6. 2010 v přátelském zápase v Amsterdamu proti reprezentaci Nizozemska (prohra 1:6).

S maďarským národním týmem slavil v listopadu 2015 postup z baráže na EURO 2016 ve Francii. Německý trenér maďarského národního týmu Bernd Storck jej zařadil do závěrečné 23členné nominace na EURO 2016 ve Francii. Maďaři se ziskem 5 bodů vyhráli základní skupinu F. V osmifinále proti Belgii se po porážce 0:4 rozloučili s turnajem.